# Александр Бельгийский
Принц Александр Бельгийский (фр. Alexandre Emmanuel Henri Albert Marie Léopold; нидерл. Alexander Emanuel Hendrik Albert Maria Leopold; 18 июля 1942, замок Стюйвенберг или Лакенский дворец — 29 ноября 2009, Синт-Генезиус-Роде, Фламандский регион) — принц Бельгийский, старший ребенок от второго брака короля Леопольда III и принцессы Лилиан, единокровный брат королей Бельгии Бодуэна I и Альберта II.
У него две родных сестры — Мария Кристина Бельгийская (род. 1951) и Мария Эсмеральда Бельгийская (род. 1956).

## Биография
До 1945 года находился вместе с семьей под домашним арестом. В 1945 году королевская семья была освобождена армией США. Затем в эмиграции в Швейцарии, вернулся на родину после национального референдума 1950 года. С 1960 года принц Александр удаляется от публичной деятельности, связанной с его статусом. Александр сначала обучался медицине, однако затем занялся бизнесом.
14 марта 1991 года Александр женился на дважды разведённой Лее Волман. Брак держался в секрете до 1998 года, потому что принц боялся, что его мать не одобрит этот союз. Детей у супругов не было.
Хотя считается, что дети от второго брака короля Леопольда III лишены права престолонаследия, некоторые ученые в области конституционного права полагают, что для этого нет достаточных юридических оснований. Однако, секретный брак Александра нарушил статью 85 бельгийской конституции, которая исключает возможность претендовать на трон любого потомка короля Леопольда I, женившегося без разрешения суверена.